# Snelson
Snelson var en civil parish 1866–2023 när det uppgick i Peover Superior and Snelson, i distriktet Cheshire East, i Storbritannien. Den ligger i grevskapet Cheshire och riksdelen England, i den södra delen av landet, 240 km nordväst om huvudstaden London. Civil parish hade 157 invånare år 2001. Byn nämndes i Domedagsboken (Domesday Book) år 1086, och kallades då Senelestune.